# Wybory prezydenckie w Republice Chińskiej w 2008 roku
Wybory prezydenckie w Republice Chińskiej w 2008 roku odbyły się 22 marca. Według oficjalnych wyników komisji wyborczej zwycięzcą został kandydat opozycji Ma Ying-jeou.

## Kampania wyborcza
Zgłoszonych zostało dwóch kandydatów:
- Niebiescy: Ma Ying-jeou (KMT) (w miejsce Lien Chana)
- Zieloni: Frank Hsieh (DPP)

Fioletowi pozostali neutralni
Kandydaci na wiceprezydenta:
- Niebiescy: Vincent Siew
- Zieloni: Su Tseng-chang

Hasła wyborcze:
Ma Ying-jeou: Jedne Chiny - Silny Tajwan, Uratujmy niepodległość Tajwanu
Frank Hsieh: Ludzka Twarz Chin, Kontynuować reformy - ocalić Tajwan

## Wyniki
- Ma Ying-jeou - 7,659,014 (58,45%)
- Frank Hsieh - 5,444,949 (41,55%)

- Frekwencja - 75%[1]